# Base de la fuerza aérea canadiense de Bagotville
El Aeropuerto de Bagotville (del inglés: Bagotville Airport) (IATA: YBG, OACI: CYBG), comúnmente conocida como la Base de las Fuerzas Canadienses (CFB) Bagotville, y también conocida como Aeropuerto de Bagotville o Aeropuerto de Saguenay-Bagotville, es una base de las Fuerzas Canadienses ubicada a 4.5 millas náuticas (8.3 km; 5.2 mi) al oeste de Bagotville, en la ciudad de Saguenay. Ubicada en el centro de Quebec, a menos de 200 km (120 mi) al norte de la ciudad de Quebec, la CFB Bagotville es operada como base aérea por la Real Fuerza Aérea Canadiense (RCAF) y es una de las dos bases del país que utilizan el caza/interceptor CF-18 Hornet; la otra es la CFB Cold Lake. Sus principales unidades de la RCAF son el Ala 2 y el Ala 3.
El aeródromo de la CFB Bagotville también es utilizado por aeronaves civiles, y las operaciones civiles en la base se refieren a las instalaciones como Aeropuerto de Saguenay-Bagotville ((del francés: Aéroport Saguenay-Bagotville)). El aeropuerto está clasificado como aeropuerto de entrada por Nav Canada y cuenta con personal de la Agencia de Servicios Fronterizos de Canadá (ASFC). Los oficiales de la ASFC pueden atender aeronaves civiles con un máximo de 30 pasajeros entre las 8:00 y las 16:30 horas de lunes a viernes.
En 2018, aproximadamente 1,700 militares y civiles trabajaban en la Base de las Fuerzas Canadienses de Bagotville.
Se está construyendo una instalación de reacción rápida para dar soporte a los nuevos cazas Lockheed Martin F-35 Lightning II.

## Aerolíneas y destinos

### Pasajeros
| Aerolíneas         | Destinos         |
| ------------------ | ---------------- |
| Air Canada Express | Montreal–Trudeau |

### Destinos nacionales
Se brinda servicio a 1 ciudad dentro del país a cargo de 1 aerolínea.
| Montreal (YUL) | • |   | 1 |
| Total          | 1 | 0 | 1 |

## Museo
La base también alberga el Museo de la Defensa Aérea. Diversas aeronaves militares canadienses y extranjeras se exhiben en el exterior del edificio principal del museo.